# 马罗尼河畔圣洛朗
马罗尼河畔圣洛朗（法語：Saint-Laurent-du-Maroni，法語發音：[sɛ̃ loʁɑ̃ dy maʁɔni]，简称圣洛朗），法国海外省法属圭亚那的一个市镇，同时也是该省的一个副省会，下辖马罗尼河畔圣洛朗区，其市镇面积为4,830平方公里，2022年1月1日时人口数量为51,732人，是法属圭亚那的人口第二多的市镇，在法国城市中排名第152位。
马罗尼河畔圣洛朗是法国面积第六大市镇，位于法属圭亚那西部，马罗尼河右岸，隔河与苏里南城市阿尔比纳相望。马罗尼河畔圣洛朗是法属圭亚那的一个区域性行政中心，也是这一区域的中心城市，其境内建有机场，有固定航班前往首府卡宴，并可联程中转前往法国本土。

## 地名来源
“圣洛朗”本意为一个天主教人名，此处来源于18世纪的法属圭亚那统治者奥古斯特·博丹（全名为“Auguste Laurent François Baudin”）。

## 历史

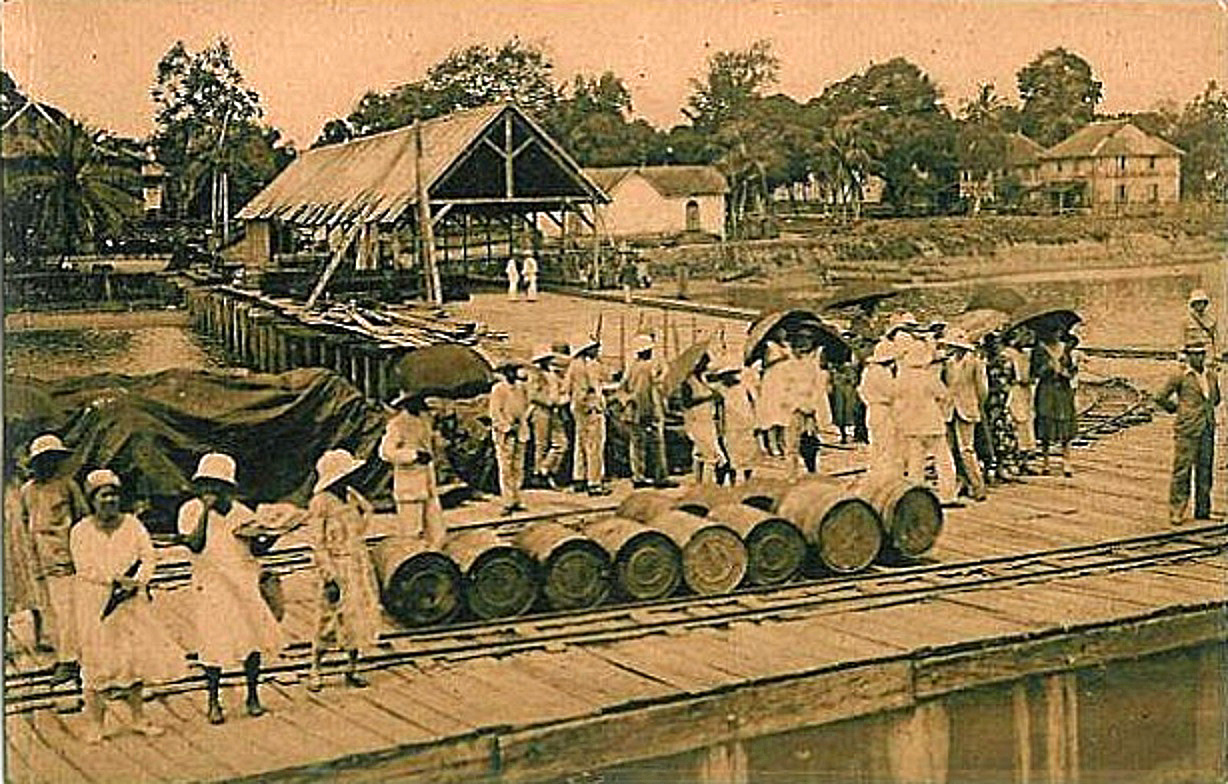
20世纪初的马罗尼河畔圣洛朗港口

马罗尼河畔圣洛朗附近最初于17世纪出现有记载的人类活动，彼时正值新航路开辟时期，马罗尼河下游被开辟为一处港口。法国大革命后，法属圭亚那成为法国的一个海外省，1792年，一处黑奴劳动中心在此建成，马罗尼河畔圣洛朗成为黑奴贸易的一个重要中转站，大批来自葡萄牙、非洲、东南亚及中国的移民也涌入此地。1867年，拿破仑三世宣布废除黑奴制，但远离法国本土的法属圭亚那并未严格执行相关政策，1887年，马罗尼河畔圣洛朗的黑奴贸易再次盛行，彼时，马罗尼河口附近出现了一股淘金热，大批来自欧洲的商人前往法属圭亚那。黑奴劳动中心直至1946年才彻底关闭。1949年，马罗尼河畔圣洛朗正式建立为市镇，并成为法属圭亚那的一个副省会。2005年，马罗尼河畔圣洛朗获得由法国文化部颁发的“艺术与历史之城”的称号。

## 地理

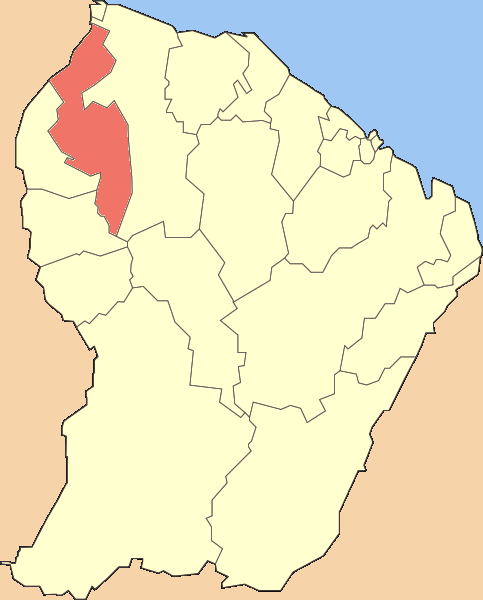
马罗尼河畔圣洛朗（红色）的市镇范围

马罗尼河畔圣洛朗位于法属圭亚那西部，距离省会卡宴大约258公里，距离法国本土最近点昂代的直线距离为6,606公里。与马罗尼河畔圣洛朗接壤的市镇包括：馬納、格朗桑蒂、阿帕图。

### 地形
马罗尼河畔圣洛朗位于马罗尼河下游冲积平原腹地，境内幅员辽阔，地势平坦，全境海拔在0到468米之间。

### 水文
马罗尼河自南向北流经马罗尼河畔圣洛朗市区西部，该河常年水量充沛，有少量轮渡可连接河对岸，另有多条支流流经境内。

### 植被
马罗尼河畔圣洛朗属于热带雨林区，林地广泛分布于市镇范围内的大部分区域。
在鲜花城市的评比中，马罗尼河畔圣洛朗暂未被评级。

### 气候
马罗尼河畔圣洛朗在柯本气候分类法中属于热带雨林气候，全年高温多雨。
马罗尼河畔圣洛朗境内设有气象站，以下为该气象站的数据（其中日照数据取自卡宴）：
| 马罗尼河畔圣洛朗1981年－2019年 | 马罗尼河畔圣洛朗1981年－2019年 | 马罗尼河畔圣洛朗1981年－2019年 | 马罗尼河畔圣洛朗1981年－2019年 | 马罗尼河畔圣洛朗1981年－2019年 | 马罗尼河畔圣洛朗1981年－2019年 | 马罗尼河畔圣洛朗1981年－2019年 | 马罗尼河畔圣洛朗1981年－2019年 | 马罗尼河畔圣洛朗1981年－2019年 | 马罗尼河畔圣洛朗1981年－2019年 | 马罗尼河畔圣洛朗1981年－2019年 | 马罗尼河畔圣洛朗1981年－2019年 | 马罗尼河畔圣洛朗1981年－2019年 | 马罗尼河畔圣洛朗1981年－2019年 |
| 月份                           | 1月                            | 2月                            | 3月                            | 4月                            | 5月                            | 6月                            | 7月                            | 8月                            | 9月                            | 10月                           | 11月                           | 12月                           | 全年                           |
| ------------------------------ | ------------------------------ | ------------------------------ | ------------------------------ | ------------------------------ | ------------------------------ | ------------------------------ | ------------------------------ | ------------------------------ | ------------------------------ | ------------------------------ | ------------------------------ | ------------------------------ | ------------------------------ |
| 历史最高温 °C（°F）            | 33.5 (92.3)                    | 33.1 (91.6)                    | 33.6 (92.5)                    | 35.2 (95.4)                    | 34.5 (94.1)                    | 35 (95)                        | 35.4 (95.7)                    | 37.5 (99.5)                    | 37.7 (99.9)                    | 37.5 (99.5)                    | 37 (99)                        | 35.5 (95.9)                    | 37.7 (99.9)                    |
| 平均高温 °C（°F）              | 29.2 (84.6)                    | 29.3 (84.7)                    | 29.9 (85.8)                    | 30.2 (86.4)                    | 30.1 (86.2)                    | 30.7 (87.3)                    | 31.6 (88.9)                    | 32.6 (90.7)                    | 33.4 (92.1)                    | 33.5 (92.3)                    | 32.1 (89.8)                    | 30.2 (86.4)                    | 31.1 (88.0)                    |
| 日均气温 °C（°F）              | 25.5 (77.9)                    | 25.5 (77.9)                    | 25.8 (78.4)                    | 26.3 (79.3)                    | 26.3 (79.3)                    | 26.4 (79.5)                    | 26.6 (79.9)                    | 27.1 (80.8)                    | 27.5 (81.5)                    | 27.6 (81.7)                    | 26.9 (80.4)                    | 26 (79)                        | 26.5 (79.7)                    |
| 平均低温 °C（°F）              | 21.7 (71.1)                    | 21.7 (71.1)                    | 21.8 (71.2)                    | 22.4 (72.3)                    | 22.5 (72.5)                    | 22 (72)                        | 21.5 (70.7)                    | 21.6 (70.9)                    | 21.5 (70.7)                    | 21.7 (71.1)                    | 21.7 (71.1)                    | 21.8 (71.2)                    | 21.8 (71.2)                    |
| 历史最低温 °C（°F）            | 16.9 (62.4)                    | 17.2 (63.0)                    | 17 (63)                        | 18.2 (64.8)                    | 18.8 (65.8)                    | 18.5 (65.3)                    | 19.3 (66.7)                    | 18.8 (65.8)                    | 18.9 (66.0)                    | 18.9 (66.0)                    | 17.7 (63.9)                    | 17.9 (64.2)                    | 16.9 (62.4)                    |
| 平均降水量 mm（）              | 285.4 (11.24)                  | 209.7 (8.26)                   | 205.4 (8.09)                   | 336 (13.2)                     | 405.2 (15.95)                  | 343.2 (13.51)                  | 238.2 (9.38)                   | 167.1 (6.58)                   | 86.9 (3.42)                    | 69.3 (2.73)                    | 137.5 (5.41)                   | 254.3 (10.01)                  | 2,738.2 (107.80)               |
| 月均日照時數                   | 95                             | 92.4                           | 120                            | 123.5                          | 122.4                          | 150.4                          | 200.5                          | 234.4                          | 253.4                          | 256.4                          | 211.5                          | 143.3                          | 2,003.2                        |
| 来源：infoclimat.fr            |                                |                                |                                |                                |                                |                                |                                |                                |                                |                                |                                |                                |                                |

## 行政区划

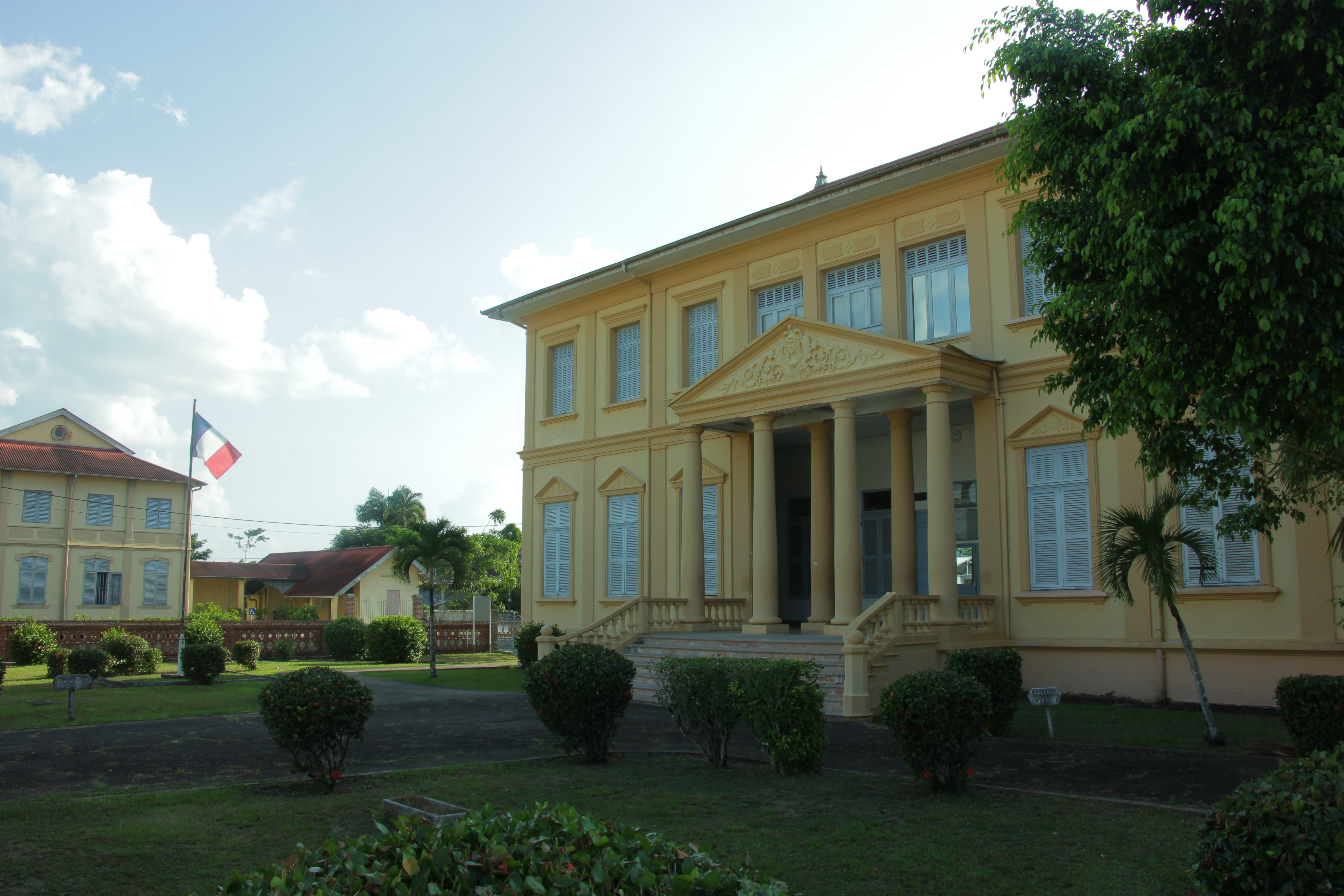
副省政府大楼

马罗尼河畔圣洛朗是法国海外省法属圭亚那的一个市镇，编号为97311，它也是法属圭亚那的一个副省会。马罗尼河畔圣洛朗下辖马罗尼河畔圣洛朗区，隶属于法属圭亚那第二选区，管理马罗尼河畔圣洛朗县，同时也是西部圭亚那市镇公共社区的核心市镇。
法国国家统计与经济研究所（简称）在进行数据统计时，将马罗尼河畔圣洛朗单独设为马罗尼河畔圣洛朗城市核心区和马罗尼河畔圣洛朗城市区。自2020年起，马罗尼河畔圣洛朗城市区被相同范围的马罗尼河畔圣洛朗城市辐射区代替。此外，还将马罗尼河畔圣洛朗市镇分为了7个“块区”（IRIS），以便于统计人口分布情况。

## 交通

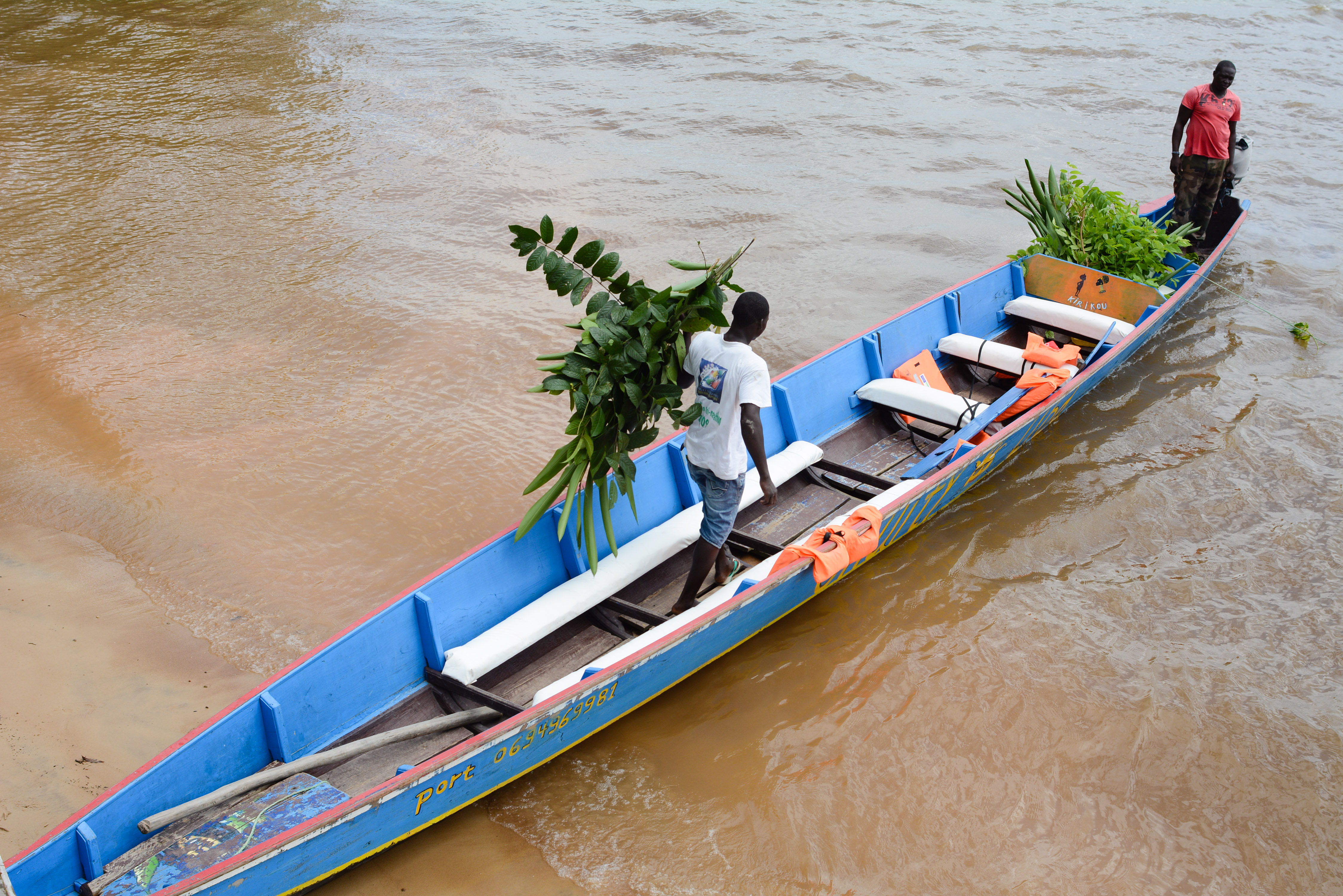
马罗尼河上的渡船

### 公路
法属圭亚那国道N1线的西端起点位于马罗尼河畔圣洛朗，此外还有多条地方铁路在此交汇。法属圭亚那城际客运提供往返于马罗尼河畔圣洛朗和首府卡宴之间的巴士线路，车程约3.5小时。
2017年，40.8%的马罗尼河畔圣洛朗家庭拥有至少一辆私人汽车。2019年，马罗尼河畔圣洛朗境内共发生各类交通事故32起，造成2人遇难，58人受伤。

### 铁路
马罗尼河畔圣洛朗附近建有18公里长的德科维尔铁路，自马罗尼河畔圣洛朗向南延伸，供当地的伐木企业使用，不提供客运服务。

### 航空
马罗尼河畔圣洛朗境内建有民用航空站，开行前往卡宴的季节性航线，可联程中转前往法国本土。

### 城市公共交通
截至2021年4月，马罗尼河畔圣洛朗暂无常规城市公共交通系统。

## 政治

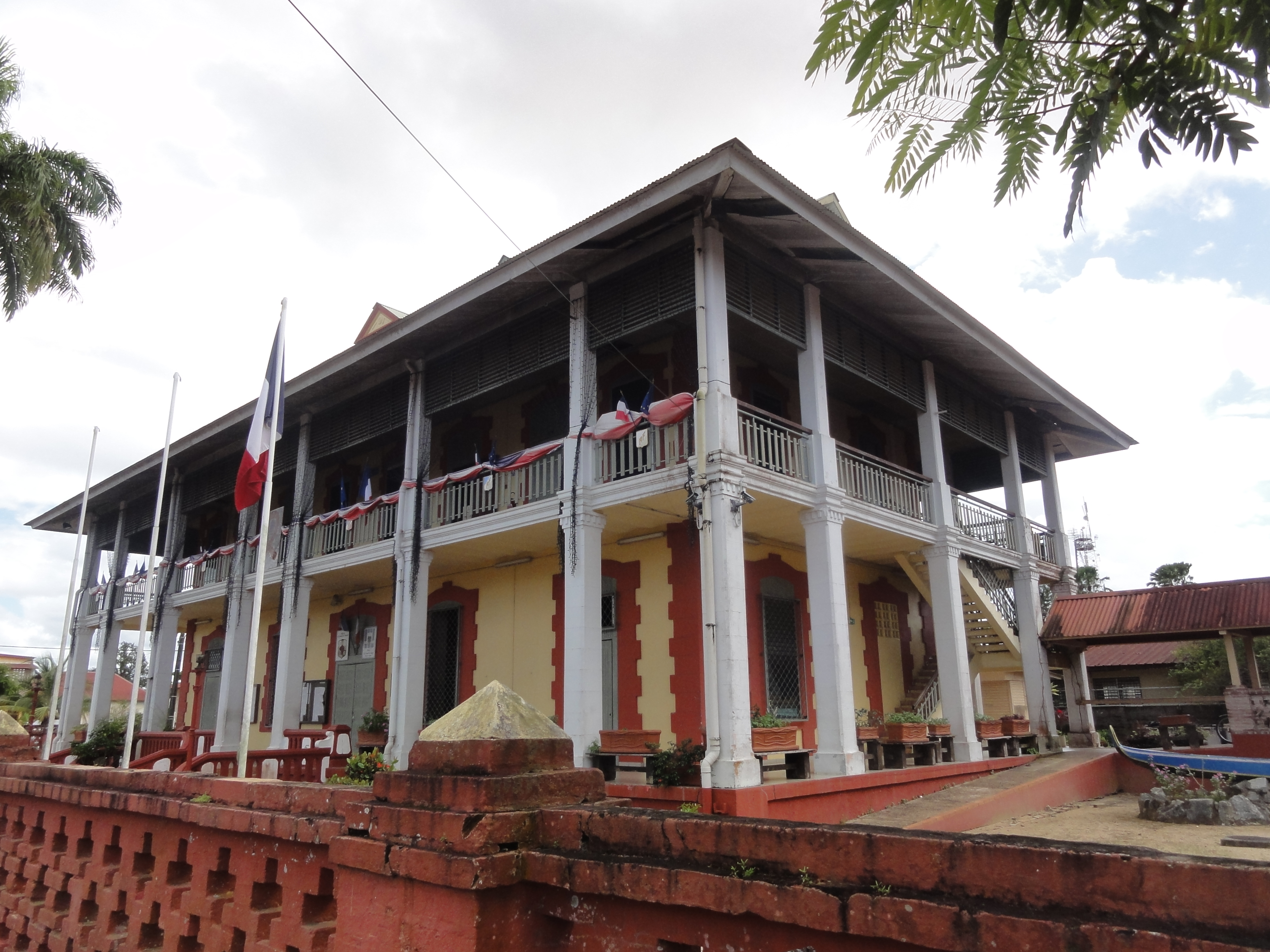
马罗尼河畔圣洛朗市政厅

马罗尼河畔圣洛朗的现任市长为索菲·夏尔女士（Sophie Charles），她是一名右翼无党派人士，在2020年的市政选举中获得了52.23%的支持率。
在2017年的法国总统大选中，法国第25任总统埃马纽埃尔·马克龙在马罗尼河畔圣洛朗获得了72.83%的支持率。
| 马罗尼河畔圣洛朗历届市长 |                                   |                                  |
| 任期                     | 市长                              | 党派                             |
| 1945年－1953年           | Joseph Symphorien 约瑟夫·桑福里安 | RPF法国人民联盟                  |
| 1953年－1954年           | Roland Horth 罗朗·奥尔特          | 不详                             |
| 1954年－1971年           | René Long 勒内·隆                 | UDR共和国保卫联盟                |
| 1971年－1983年           | Raymond Tarcy 雷蒙·塔尔西         | PSG法属圭亚那社会党              |
| 1983年－2018年           | Léon Bertrand 莱昂·贝尔特朗       | RPR保衛共和聯盟 →UMP人民运动联盟 |
| 2018年－                 | Sophie Charles 索菲·夏尔          | DVD右翼无党派人士                |

## 人口
2018年，马罗尼河畔圣洛朗市镇人口数量为45,576，在法国排名第152位。其中男性19,911人，女性22,701人，75岁及以上人口占0.8%，外籍人口数量为15,305人，人口密度为9人/平方公里，当地居民被称为（男性）或（女性）。2019年，马罗尼河畔圣洛朗境内出生2,376人，死亡人口157人。
| 年份   | 1954  | 1961  | 1967  | 1974  | 1982  | 1990   | 1999   | 2006   | 2011   | 2016   | 2018   |
| ------ | ----- | ----- | ----- | ----- | ----- | ------ | ------ | ------ | ------ | ------ | ------ |
| 人口數 | 3,172 | 3,019 | 5,031 | 5,055 | 6,971 | 13,616 | 19,211 | 33,707 | 40,462 | 43,799 | 45,576 |

## 经济
马罗尼河畔圣洛朗是法属圭亚那西部的区域性中心城市，截至2021年4月，当地共有各类用人单位2,825家，平均历史为12年，其中99.62%为中小型企业（PME）。（冰箱托运）、（金属部件生产）及（建材生产）是当地2019年营业额最高的三个企业，分别为24,623,945欧元、8,584,068欧元和5,266,465欧元。

## 财政收入
2019年，马罗尼河畔圣洛朗的财政收入总额为43,723,700欧元，财政支出总额为44,927,400欧元，当年的债务总额为16,530,300欧元。2020年，马罗尼河畔圣洛朗共获得10,387,424欧元的国家财政补助，比上一年增加了0.07%。
2017年，马罗尼河畔圣洛朗的人均月收入总额为1,764欧元，其中高级职员为3,204欧元，低于法国平均水平（4,214欧元）；中级职员为2,150欧元，低于法国平均水平（2,353欧元）；普通职员为1,554欧元，亦低于法国平均水平（1,690欧元）。
2017年，马罗尼河畔圣洛朗境内的青壮年（15至64岁）失业率为52.3%，当地18.3%的家庭拥有纳税资格，平均纳税2,612欧元，低于法国平均水平（3,888欧元）。

## 社会事务

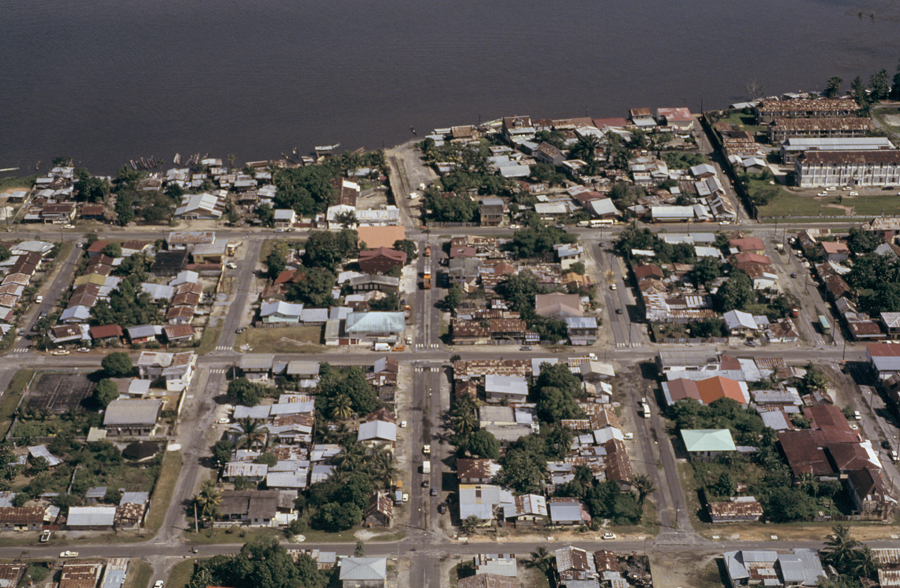
鸟瞰马罗尼河畔圣洛朗市中心

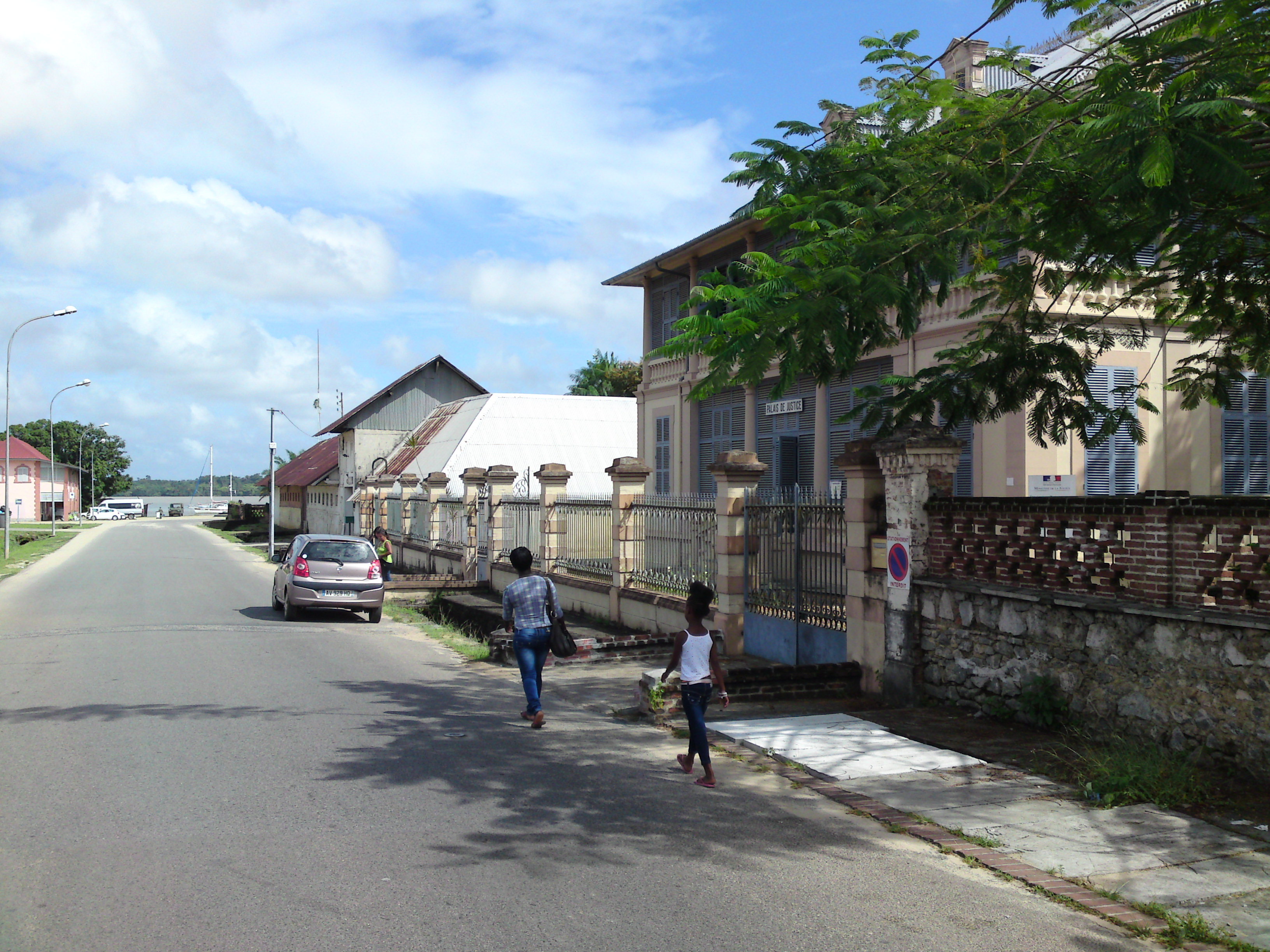
马罗尼河畔圣洛朗市中心的一条街道

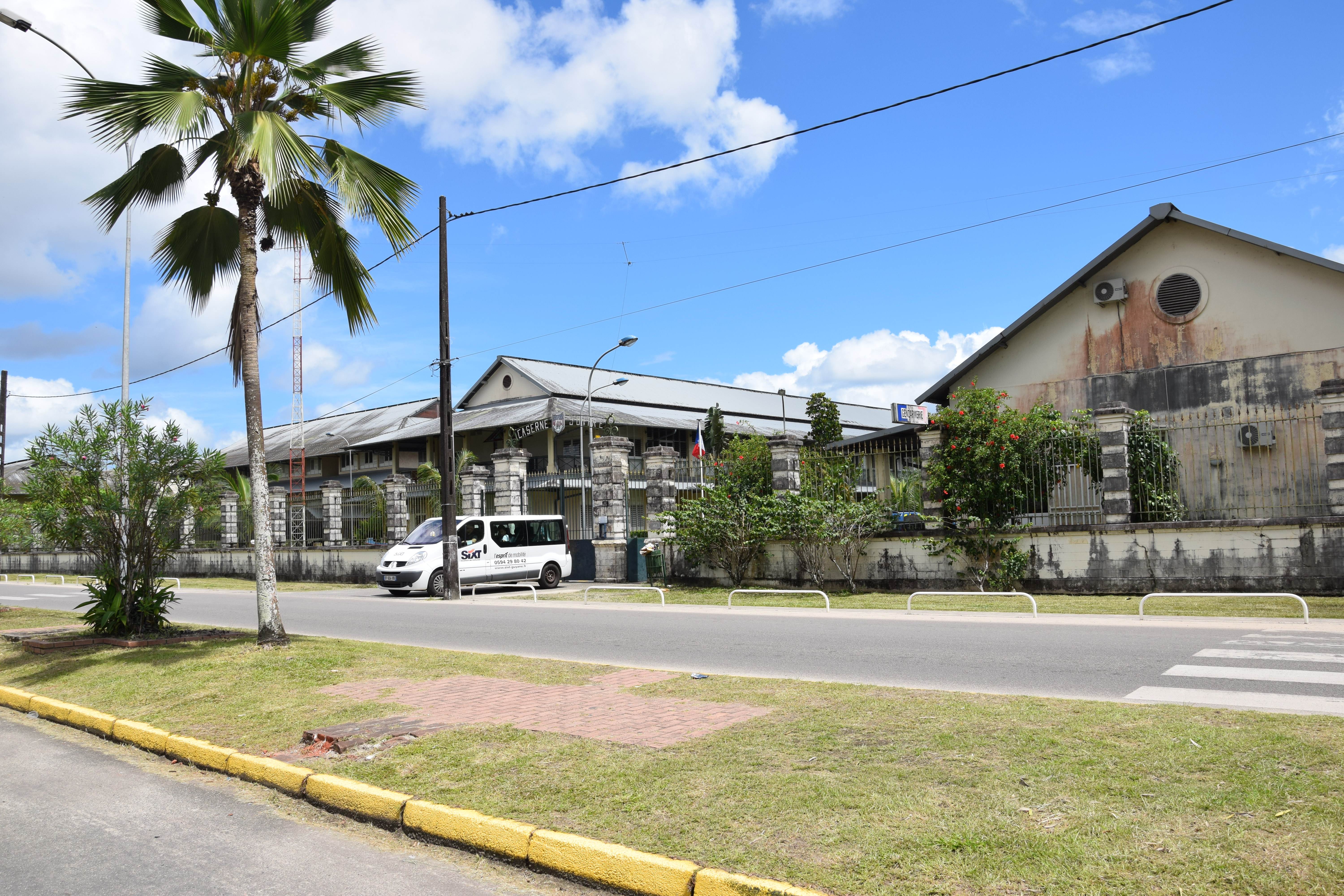
马罗尼河畔圣洛朗宪兵队

### 教育
马罗尼河畔圣洛朗属于圭亚那学区。截止2019年1月1日，马罗尼河畔圣洛朗境内共有7所幼儿园、24所小学、6所初级中学、3所普通高中和1所农业高中。2018至2019学年度，马罗尼河畔圣洛朗境内共有在校中等教育阶段学生5,777名。

### 医疗
截止2019年1月1日，马罗尼河畔圣洛朗境内共有全科医生20名、保健师10名、牙医11名、护士20名、助产士10名和妇科医生3名。境内共有药房10家和养老院1家。
马罗尼河畔圣洛朗中心医院，全名为“西部圭亚那法兰克·若利中心医院”（Centre Hospitalier de l'Ouest Guyanais Franck Joly），是法国的一个区域性医疗机构，其主病区位于马罗尼河畔圣洛朗市区，设有床位232个，是当地规模最大的公立综合性医院。

### 住房
2017年，马罗尼河畔圣洛朗境内共有各类住房10,566套，其中76.9%为独立式居民区，20.2%为集中式居民区。常住房屋占马罗尼河畔圣洛朗市镇范围内居民建筑总量的91%。
在住房保障政策方面，2017年，马罗尼河畔圣洛朗境内共有1,705户家庭获得了住房经济补助，受益人数占总人口数量的4%，其中1,695份为房租补助。

### 商业
2019年，马罗尼河畔圣洛朗境内共有各类实体商铺564家，其中餐厅110家、大型超市2家、杂货店31家、面包房17家、肉铺3家、书店4家、装饰品店9家、银行门店2家、美容美发店3家、汽车维修店51家。市中心建有一家Super U超市。

### 体育
2019年，马罗尼河畔圣洛朗境内共有2家游泳池、6间体育馆、3座综合体育场、5处网球场、14处足球或橄榄球场以及1处篮球或排球场。
截至2021年4月，马罗尼河畔圣洛朗境内共有17家注册足球俱乐部。

### 环境
马罗尼河畔圣洛朗的环境事务由其所属的公共社区负责。2019年，马罗尼河畔圣洛朗境内共有1家污染企业。

### 治安
2019年，马罗尼河畔圣洛朗市镇范围内有1处宪兵队。
2014年，马罗尼河畔圣洛朗及附近地区共发生各类案件2,600起，其中盗窃类案件1,317起，经济类案件104起，毒品交易类案件66起。

## 文化
2019年，马罗尼河畔圣洛朗境内共有1家剧场和1家电影院。

### 建筑
马罗尼河畔圣洛朗境内有多处历史建筑，其中安德烈·布龙医院旧址是法国国家文物保护单位，位于市中心的圣洛朗天主教堂则是当地的代表性建筑物。

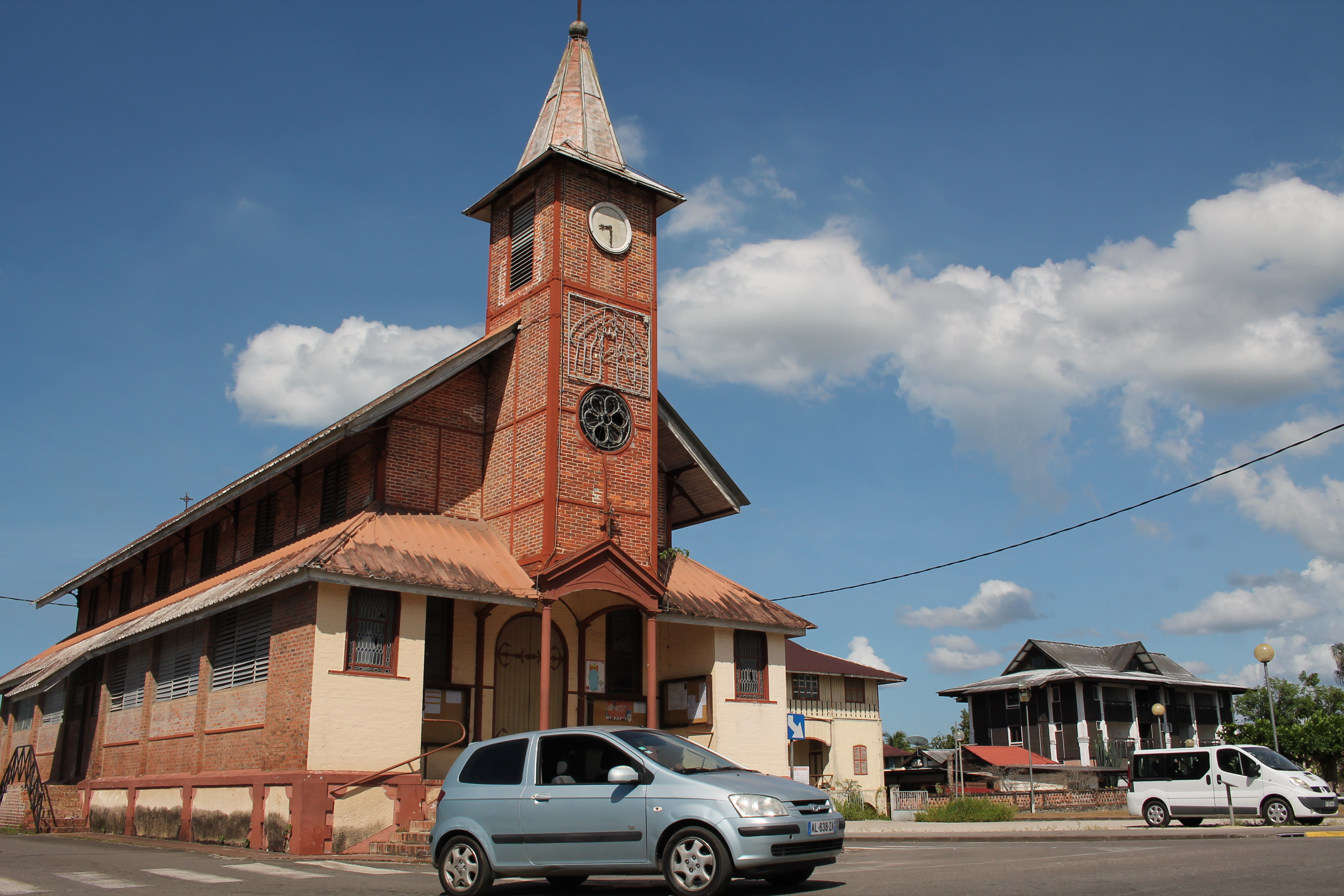
圣洛朗教堂
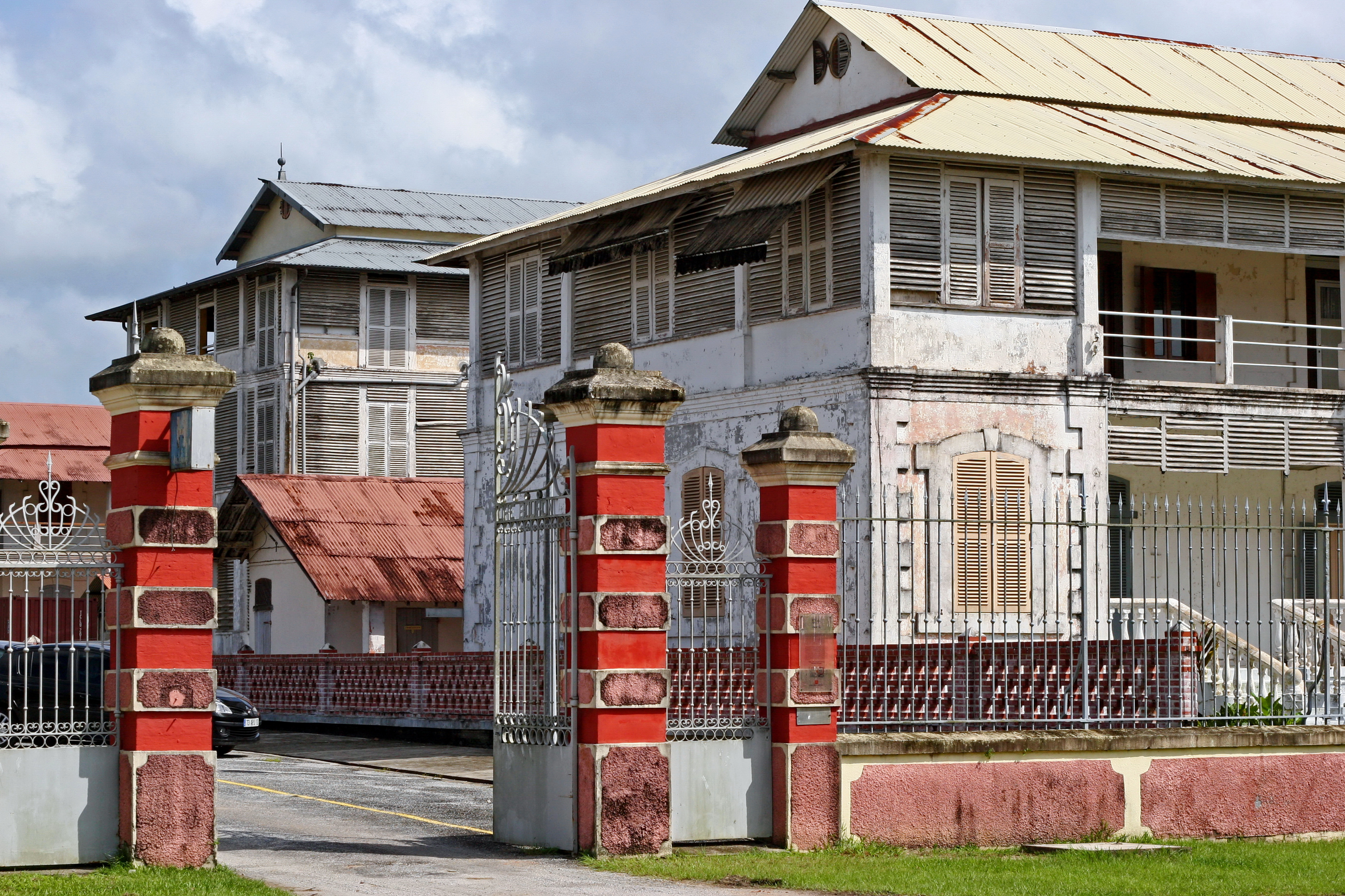
安德烈·布龙医院（法语：Hôpital André-Bouron）旧址
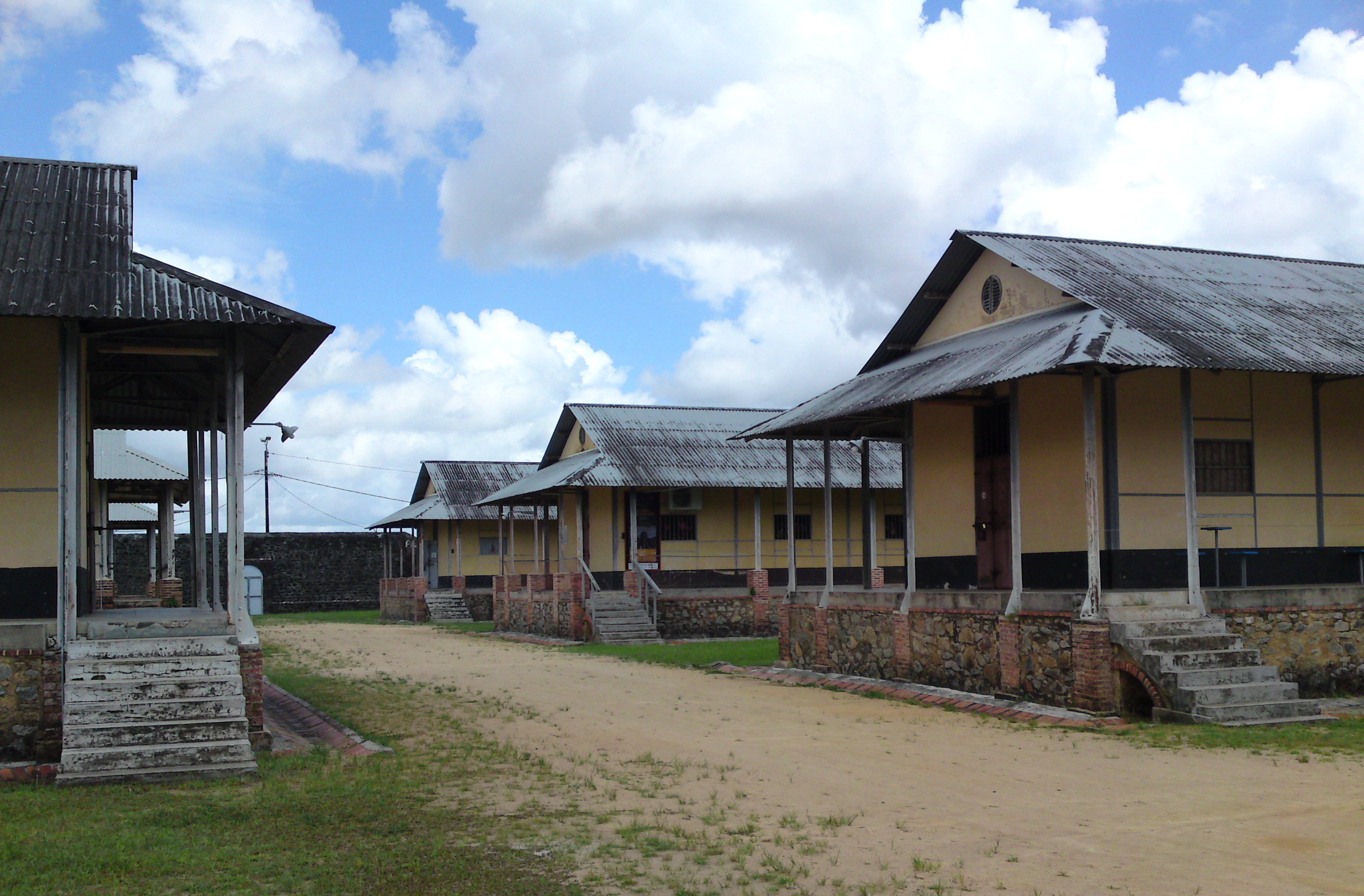
黑奴营旧址
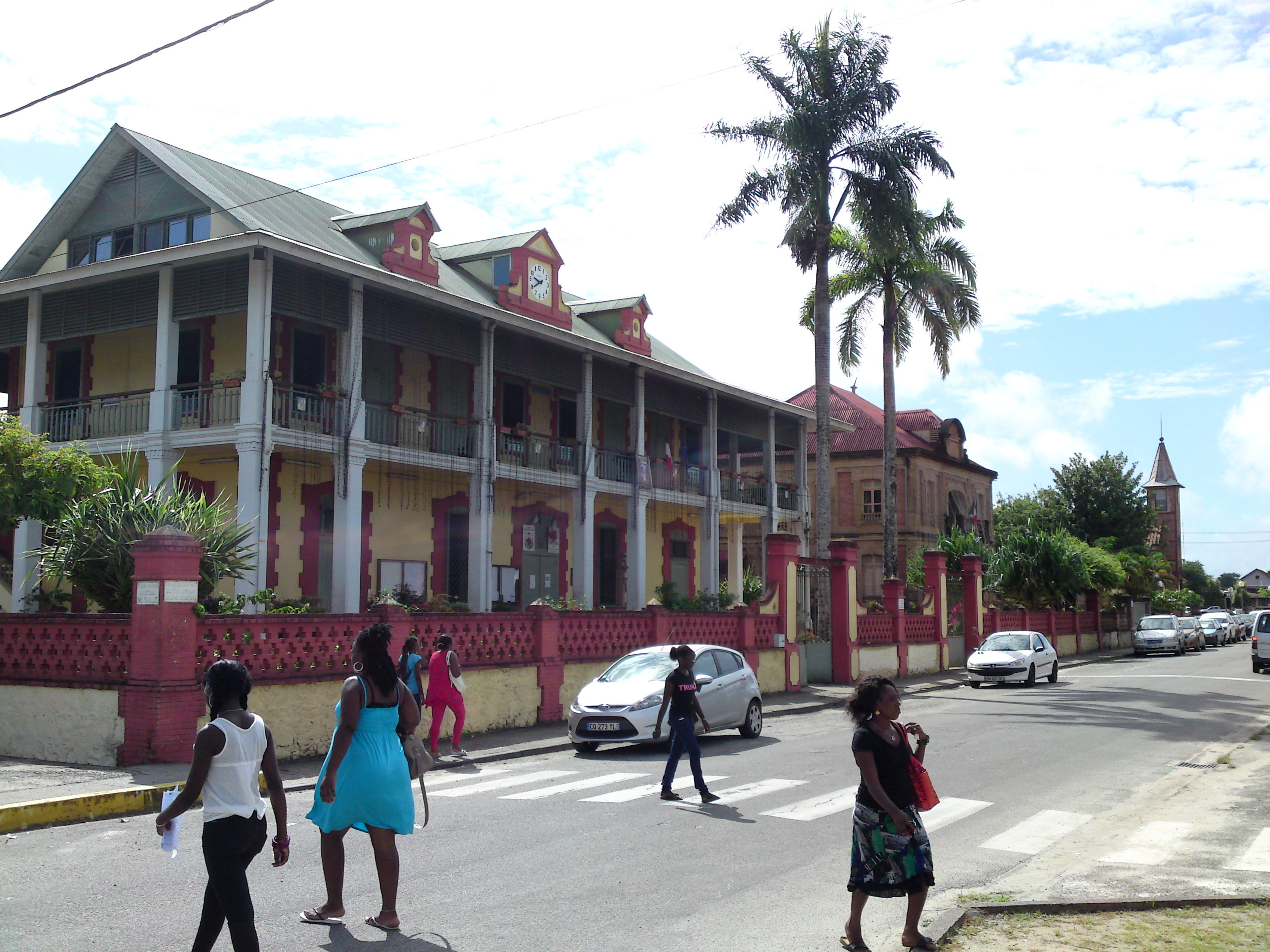
市中心建筑
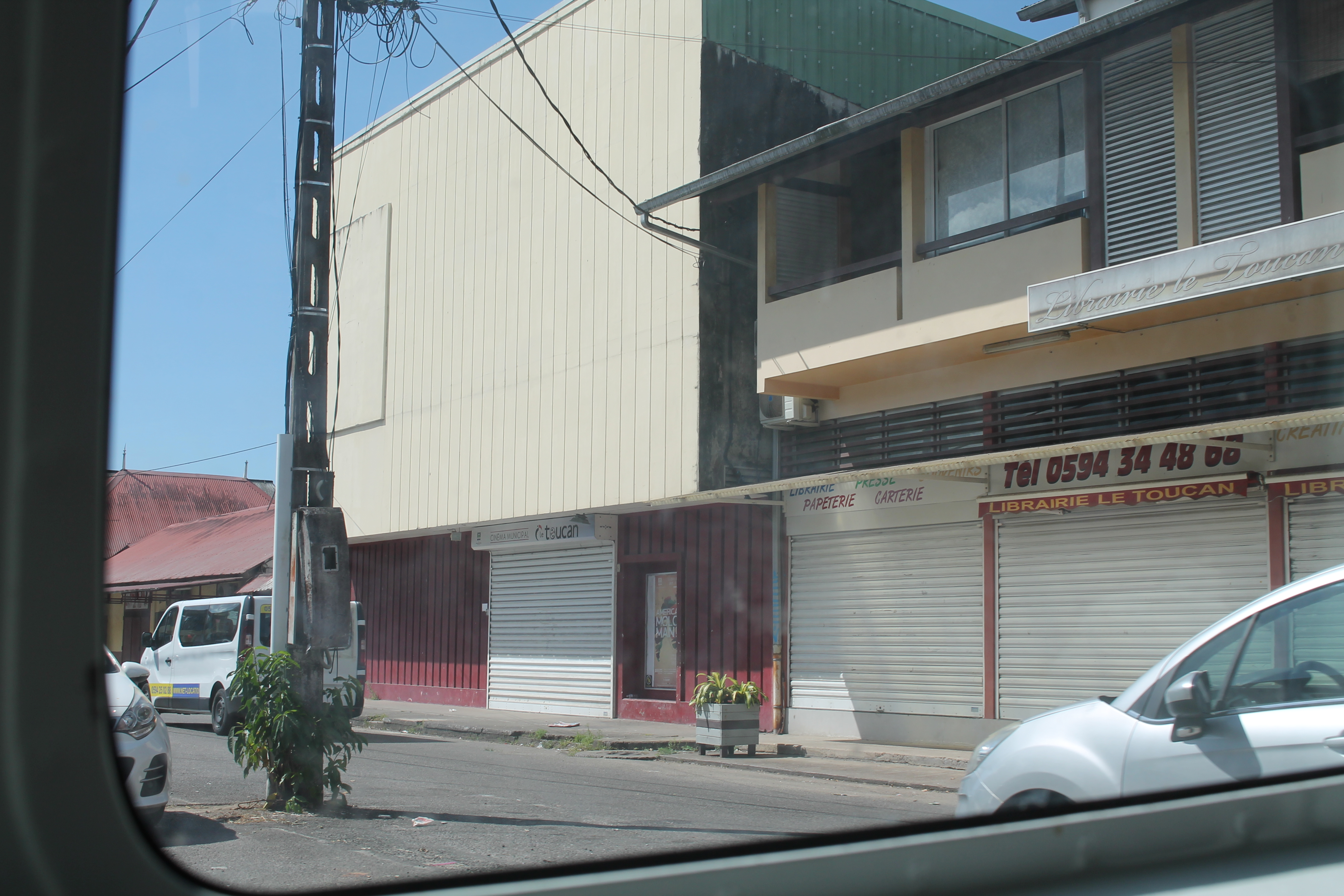
电影院
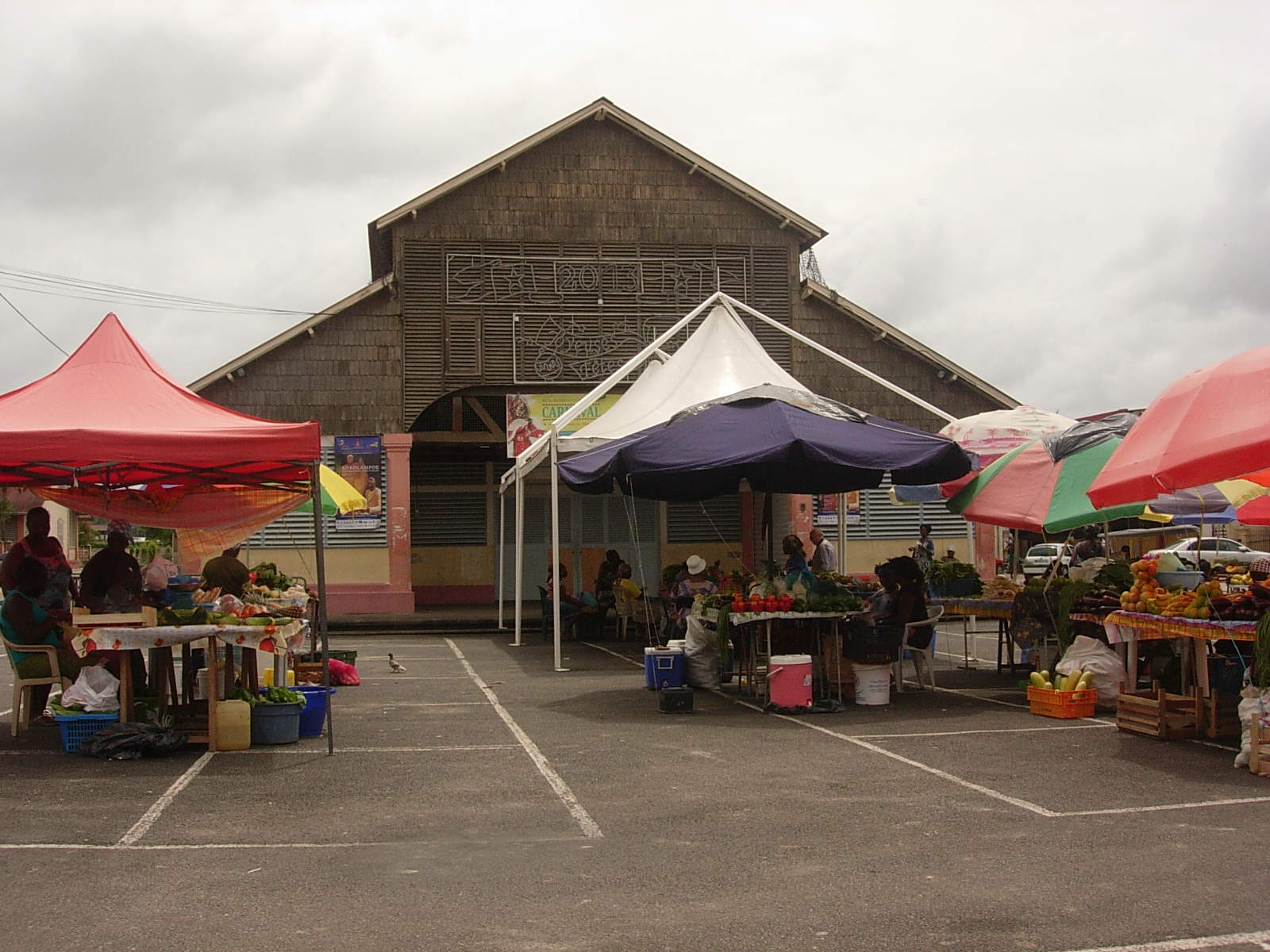
集市

### 旅游
马罗尼河畔圣洛朗的旅游事务由其所属的公共社区负责。2020年，马罗尼河畔圣洛朗境内共有4家宾馆共计171间房间。

### 媒体
法国主要的海外及国际性媒体均可在马罗尼河畔圣洛朗接收，NRJ圭亚那频道在马罗尼河畔圣洛朗设有一处分支。

## 相关人物
荷兰足球运动员弗洛里安·约瑟夫佐恩出生于马罗尼河畔圣洛朗。

## 友好城市
截至2021年4月，马罗尼河畔圣洛朗与法国本土城市雷岛圣马丁互为友好城市关系。